# Orbász I Báncsa
Orbász (I) Báncsa (in ungherese Báncsa nembeli (I.) Orbász; ... – fl. 1216) fu un nobile ungherese che ricoprì il ruolo di ispán del comitato di Komárom intorno al 1216. Fu il primo antenato di cui si ha conoscenza della potente famiglia degli Horvat (o Horváti) della fine del XIV secolo.

## Biografia
Orbász (anche riportato dalle fonti come Orbas o Vrbas) discendeva dalla famiglia dei Báncsa, originaria del comitato di Bács (la moderna Bač, in Serbia). Fratello di un certo Benedetto (o Beke), i suoi genitori restano ignoti, motivo per cui Orbász e Benedetto restano i primi membri noti di cui si ha notizia della famiglia. Orbász ebbe tre o quattro figli dal suo matrimonio con una donna sconosciuta. Il maggiore fu Stefano, un influente prelato della metà del XIII secolo, che divenne il primo cardinale ungherese della storia, e la famiglia raggiunse il suo apice sotto la sua guida. Vincenzo ricoprì la carica di ispán del comitato di Strigonio nel 1244 (nello stesso periodo in cui suo fratello maggiore Stefano ricoprì la carica di arcivescovo di Strigonio). Attraverso il figlio minore di Orbász, Pietro I, la famiglia continuò a esistere in Ungheria. Dal suo ramo discendevano gli Horváti, divenuto famoso durante l'ultima fase del periodo angioino. È possibile che Orbász avesse un quarto figlio ignoto, genitore degli altri cugini menzionati del cardinale Báncsa.
La storiografia ungherese di epoca precedente, basata sulle annotazioni del genealogista János Karácsonyi, ha ritenuto che Orbász fosse menzionato per la prima volta nei documenti medievali come comes nel 1213. È plausibile che si trattasse di quell'Orbász che fu ispán del comitato di Komárom nel 1216. Il cardinale Stefano menzionò suo padre solo una volta in un documento del 1252, che narra come fosse coinvolto in una controversia giudiziaria all'indomani del 1240 in merito a una disputa sul possesso di Urkuta contro Györk Atyusz, figlio del bano Atyusz III Atyusz. Di conseguenza, Stefano istituì un fondo di beneficenza per la salvezza spirituale del suo defunto padre e ne finanziò l'operatività con le entrate di Urkuta. Orbász fu sepolto nel vestibolo della cattedrale di Nostra Signora e di Sant'Adalberto di Strigonio.